# Krabbenkreek

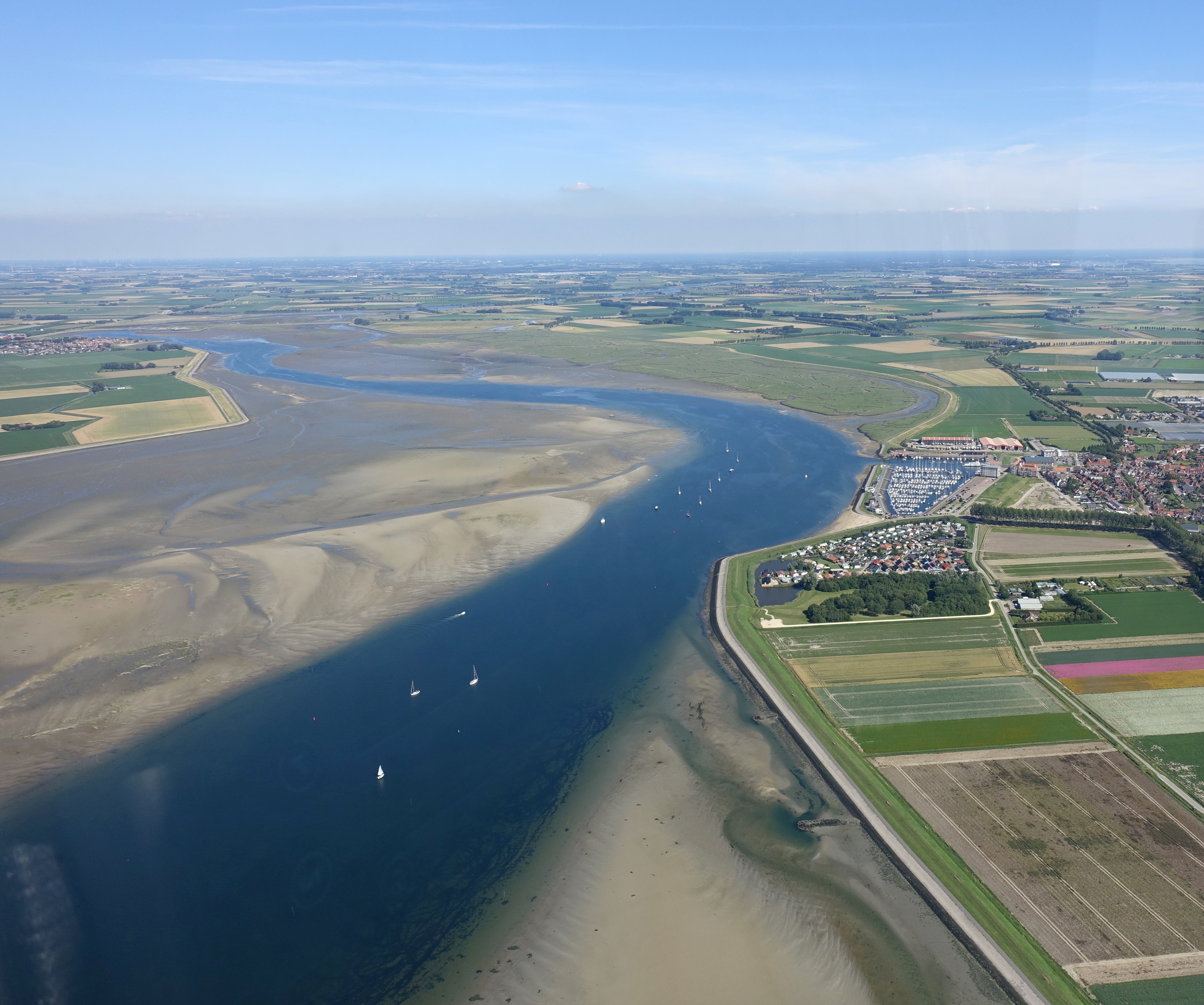
Krabbenkreek (2020)

Der Krabbenkreek ist ein Priel zwischen den beiden Halbinseln Tholen und Sint Philipsland in der südwestlichen niederländischen Provinz Zeeland. 
Das Wasser kam früher östlich aus der Eendracht und mündete im Westen in das Ästuar Mastgat. Im Jahr 1972 wurde der Zufluss aus der Eendracht durch Errichtung des Krabbenkreekdams und des Schelde-Rhein-Kanals unterbunden. Die beiden Dörfer Sint-Annaland und Sint Philipsland haben Häfen am Krabbenkreek.